# Warcraft III: Reign of Chaos
Warcraft III: Reign of Chaos е компютърна игра, пусната от Blizzard Entertainment през 2002; продължение на Warcraft, чието действие се развива в света на Warcraft.

## Обща информация
Warcraft III е създадена от Blizzard Entertainment, филиал на Vivendi Universal, и пусната в продажба юли 2002. Warcraft III е една от най-очакваните и популярни компютърни игри създавани някога,
с 4,5 милиона предварителни поръчки и над милион продажби през първите две седмици.
Една от главните новости, която Warcraft III предлага спрямо предишните игри от серията, са допълнителните бойни единици, наречени герои. Героите могат да намират или търгуват предмети, с които да увеличат уменията си, защитата си и други способности, и с всяко убийство на враг героите получават опит, който им помага да увеличат своето ниво и да получат нова магия (това се отнася към RPG елементите в играта). Някои герои могат да подпомагат приятелски единици със специални умения наречени аури. Последното достъпно ниво в играта е десето. След вдигане на шесто ниво героите получават специално умение (ultimate), което е по-силно от останалите.
Друга новост са неутралните същества, които са управлявани от компютъра, и се бият с играча дори в мрежова игра. Те охраняват ключови позиции или неутрални сгради и след като бъдат убити играчът получава опит, а понякога и предмети. Целта им е играчът да бъде агресивен и да атакува, а не да пести ресурсите си за развитие на защитата и технологията си. В допълнението The Frozen Throne героите могат да получават опит от убийство на неутрални същества само до пето ниво. След това трябва да печелят опит чрез убиване на вражески единици и защитни кули.
Warcraft III съдържа четири игрални раси: Хората и Орките, които участват и в Warcraft и в Warcraft II, заедно с две нови раси, Нощните Елфи и Немъртвите. Като първоаприлска шега преди играта да бъде пусната Близард обявиха, че петата раса ще бъдат пандарените (подобни на панди същества, които обаче ходят изправени и се славят със склонността си към производство и консумиране на алкохол). Компанията обяви за Нощните Елфи чак след един месец, и пандарените сега са съществуващи в света на Warcraft герой, наречен Pandaren Brewmaster (от англ: brew – варя бира) е пуснат заедно с допълнението The Frozen Throne. Пета игрална раса, Пламтящият Легион е променена по време на тестовете и направена неигрална (появява се само в кампаниите на играта), шеста раса, наречена Нага, също се появява само в кампаниите.
Warcraft III има голяма общност, свързана с мрежовите игри, центрирана на притежаваните от Blizzard Entertainment сървъри (наречени Gateways): Azeroth (Източни Съединени Шати), Lordaeron (Западни Съединени щати), Northrend (Европа), и Kalimdor (Азия).
В тези сървъри играчите могат да общуват помежду си, да играят заедно и дори да се събират в кланове.
В зависимост от броя изиграни игри и броя победи и загуби играчите имат ранг, като така могат по-лесно да разберат срещу кого са изправени.

### Колекционерско издание
Близард пускат две версии на играта: обикновено и специално колекционерско издание. Кутията на колекционерското издание съдържа следните неща:
- Играта на диск
- Официалното Warcraft III Cinematic DVD, съдържащо допълнителни сцени и филмчетата на всички предишни Warcraft игри
- Звуковото оформление на играта
- Специално игрово ръководство
- Книгата Изкуството на Warcraft
- Литографии

## История в играта
Подобно на StarCraft историята на Warcraft III е представена чрез четири кампании (по една за всяка раса), изигравани една след друга по реда: Хора, Немъртви, Орки и Нощни елфи.
 Внимание:  Текстът по-долу разкрива сюжета на произведението (или части от него)!

### Кампания Пролог: „Exodus of the Horde“
Трал (Thrall), вожд (Warchief) на останките от Оркската орда се събужда от кошмар, който предвижда завръщането на Пламтящия Легион. След като се среща с пророка Медив (Medivh) и започва да се притеснява, че неговото видение е нещо повече от кошмар, той води орките на пътуване от Лордаерон (Lordaeron) до забравените земи на Калимдор (Kalimdor). В пълната версия на играта тази учебна кампания завършва, когато орките акостират край далечните брегове на Калимдор. Обаче в официалното демо тази кампания е продължена, за да детайлизира пътуването през Великия океан. Корабите на Трал са повредени от силна буря и той спира на малък остров между двата континента. На тези, които са играли само пълната версия, фактът, че горските тролове оставят ордата след втората игра, изглежда като противоречие. Сен'жин (Sen'jin), лидерът на племето Даркспиър (Darkspear Tribe), живеещо на острова, се сприятелява с Трал и отстъпва водачеството на племето на Вол'жин (Vol'Jin), след като бива смъртно ранен от местни Мурлоци (Murlocs). Кампанията е включена,
заедно с филмчета и озвучени диалози, в допълнението The Frozen Throne.

### Човешка кампания: „The Scourge of Lordaeron“
Принц Артас (Arthas Menethil), член на Рицарите на сребърната ръка (Knights of the Silver Hand)
(група паладини, посветили се на защитата на Лордаерон и на човечеството), открива странна чума, която се разпространява по земите на Лордаерон, подпомогнат от едновремешната си приятелка Архимагьосницата Джайна Проудмор (Jaina Proudmoore). За свой ужас те откриват, че чумата превръща нищонеподозиращите хора в отвратителни немъртви и че трябва да спрат плана на немъртвите. Артас продължава да гони инициатора на чумата, Мал'ганис (Mal'Ganis). Пътувайки на север до заледените земи на Нортренд (Northrend) в преследване на Мал'ганис той помага на стар приятел, Мурадин Бронзбърд (Muradin Bronzebeard), който му казва за меч, наречен Фростморн (Frostmourne). Артас се сдобива с Фростморн, което коства живота на Мурадин, и го използва, за да победи Мал'ганис. Фростморн бавно отслабва съпротивата на Артас, поглъща душата му и го превръща в първия рицар на смъртта (Death Knight) на Кралят Лич (Ner'zhul-the Lich King) – зло същество с огромна мощ и в генерал на армията на немъртвите.

### Кампания на Немъртвите: „Path of the Damned“
Със смъртта на крал Теренас Менетил (Terenas Menthil) и разкрилия се Култ към Прокълнатите (Cult of the Damned), присъединил се към новия си лидер Принц Артас, Немъртвата напаст (Undead Scourge) се приближава към изпълняване на задачите си в Лордаерон, които са да унищожи останките от Съглашението и да разчисти пътя за нова инвазия на Пламтящия Легион. След изпълняването на серия задачи, включително унищожаването на ключови опоненти като Рицарите на сребърната ръка и побеждаването на Куел'талас
(Quel'Thalas) – кралството на Върховните Елфи, Артас успява да съживи свой предишен противник – Кел'тузад (Kel'Thuzad), превръщайки го в Лич (Lich). След като опустошава оркския клан Блекрок (Blackrock Clan) и разговаря с Архимонд (Archimonde) – Ередар (Eredar)
лордът демон, Кел'тузад успешно напада Даларан (Dalaran) и успява да отвори портал между измеренията, използвайки книгата с магии на Медив, през който истинските господари на напастта – Пламтящият Легион, могат да влязат в измерението на Азерот (Azeroth). Лидерът на демоните Архимонд нанася първия си удар срещу хората като изравнява със земята магьосническата утопия Даларан, Виолетовата Цитадела.

### Оркска кампания: „The Invasion of Kalimdor“
След като избягва от робство при хората и акостира при бреговете на Калимдор, оркският вожд Трал трябва да осигури на орките оцеляване в Калимдор. С помощта на Таурените (Taurens), бикоподобни обитатели на Калимдор, предвождани от Керн Блъдхууф (Cairne Bloodhoof), Трал се насочва на север към гората Ашенвал (Ashenvale Forest), за да търси оракула, живеещ на връх Стоунталон (Stonetalon Peak). Междувременно Гром Хелскрийм (Grom Hellscream) изсича дърва, за да направи постоянно оркско селище, и с тези си действия разгневява местните нощни елфи и техния
полубог Ценариус (Cenarius). За да победи Ценариус и неговите нощни елфи, Гром се оставя да бъде поробен от демоните като пие от кръвта на Господаря на Бездната (pit lord) Манорот (Mannoroth). Обратно на връх Стоунталон, Трал достига до оракула, само за да открие, че той всъщност е пророка Медив. Пророкът му казва, че Гром е попаднал под влиянието на демоните и че той трябва да се обедини с Джайна Проудмор, за да се спаси, и отбелязва, че Гром има жизненоважна роля в бъдещите събития. С помощта на хората Трал успява да овободи Гром от проклятието на демоничната кръв. Гром разбира, че Манорот се намира в близкия каньон, и заедно с Трал го нападат. Успяват да го убият, но Гром загива в битката.

### Кампания на Нощните Елфи: „Eternity's End“
С идването на Немъртвата напаст и Пламтящият Легион, както и появата на хора и орки, Тиранда Уиспъруинд (Tyrande Whisperwind) и нейните стражи (Sentinels) водят отчаяна борба, за да спасят любимия си дом Калимдор. Тя първо събужда своя любим Малфурион Стормрейдж (Malfurion Stormrage), а после и Друидите на хищния нокът (Druids of the Talon), и накрая Друидите на лапата. Тя също решава да освободи големия предател, Илидан Стормрейдж (Illidan Stormrage), който навремето е помогнал за отслабването на Пламтящия Легион, но на твърде висока цена. Накрая тя и Фурион се присъединяват към Джайна Праудмор и Трал, за да забавят придвижването на Пламтящия Легион, докато измислят начин да победят Архимонд. Прегазени от Легиона и от Напастта, Архимонд се подготвя за своя окончателен удар – поглъщането на енергията на Нордрасил (Nordrassil), дървото на живота. Но точно преди удара на Архимонд, Фурион активира капана си. Неуспявайки да контраатакува, Архимонд е унищожен от колосално количество енергия, която разбива дървото на живота. За разлика от Архимонд обаче дървото може да се възстанови и отново да забие корените си надълбоко. Отново настъпва мир в Калимдор, но само за кратко, тъй като предателят, Илидан Стормрейдж търси отмъщение за затварянето си.

## ДопълнениеThe Frozen Throne
През май 2003, Близард обявиха допълнението Warcraft III: The Frozen Throne за завършено. То включва допълнителен герой за всяка раса и три или четири нови единици на раса, четири кампании, пет неутрални героя (допълнителен неутрален герой беше добавен през АПРИЛ 2004 и още два бяха добавени през август 2004), способността да строиш магазин и много други подобрения. За да получиш допълнението трябва да е закупено копие от Reign of Chaos. Blizzard Entertainment често пускат безплатни кръпки (леки изменения и подобрения) за играта, за да премахнат проблеми, да добавят нови функции, да подобрят мрежовата игра. Това е главната причина игрите на Близард да остават популярни дълго след пускането им на пазара.

## Мрежова игра
Типична игра на Warcraft III обикновено продължава 15 – 30 минути, но е възможно да продължи повече от час. Не
е като StarCraft, където може за 7 – 8 минути да се направят 12 – 22 единици и 7 или повече сгради заради темпото на играта. Когато играчите се развиват в Battle.net, те печелят различни иконки в зависимост от това колко победи имат с определена раса. (Например 25 оркски победи отключват иконка на грънт (grunt), 250 оркски победи отключват иконка на таурен (tauren), 500 оркски победи отключват иконка на фар сиър (Far Seer) и 1500 оркски победи отключват иконка на Трал (Thrall)).
Играта включва и двата главни елемента на всяка реално-времева стратегия: макромениджмънт (macromanagement) и микромениджмънт (micromanagement). Макромениджмънтът включва стратегически решения, като строене на сгради и трениране на единици, разузнаване, разрастване и териториален контрол и т.н. Микромениджмънтът се изразява в ефективно контролиране на единиците в битка.
Стратегически ресурси за Warcraft III включително интернет дискусии, повторения и аудио коментари (вижте WCReplays.com, tft.w3replayers.com
или TorneosNydus Архив на оригинала от 2006-09-19 в Wayback Machine.). Стратегическо ръководство за Wacraft III на Mojo Stormstout от Blizzard Entertainment съдържа информация за допълнението The Frozen Throne.
Някои хора създават свои собствени модифицирани карти, използвайки редактора на карти, включен в играта, повечето от които нямат голяма връзка със стандартния gameplay на Warcraft III. Ето няколко примера:
DotA, Line Tower Wars, Sheep Tag, Wintermaul, Orcs vs. Humans,Legion Tower Defence, Castle-fight, Crop Circles TD, City Builder, Hero Builder, Soccer, Hero Wars, Run Kitty Run, Protect Your Sheep, Kodo Tag, Maze of Courage, Julien's Open RPG, Life of a Peasant, Preschool, Risk, DOTA: Danite's Hell, and Footman Wars.
Много модифицирани карти са фокусирани върху контролирането на герои.

## Музика и звук

### Background Music
Повечето музика в Warcraft III е оркестрирана, и композирана или от Глен Стафорд (Glenn Stafford) или от Джейсън Хейс (Jason Hayes). Въпреки че музиката е оркестрирана, се използват различни MIDI звуци и е във формат mp3. Музиката варира в зависимост от расата на играча. Нови фонови звуци са добавени в допълнението.

### Други
Един от подписите на Близард в игрите им са репликите на единиците. Ако една единица е натисната с мишката четири или повече пъти подред гласът и репликите на единицата стават все по комични. Единицата може да се ядоса на играча, или да каже смешни или глупави неща във връзка с филми, игри, шеги свързани с играта или просто да започне да коментира. Например след няколко натискания на човешкия селянин той казва с британски акцент, „Help! Help! I'm being repressed!“ (Помощ! Помощ! Потъпкват ме!) – реплика от филма Монти Пайтън и Светия граал. Селянинът също казва „You're the king? Well, I didn't vote for you“, (Ти ли си краля, ами аз не гласувах за теб.) и „We found a witch. May we burn her?“ (Намерихме вещица, може ли да я изгорим?), а пешакът казва, „It's only a flesh wound!“ – всички тези реплики са от същия филм. Рицарите отбелязват, „My favourite colour is blue... No, YELLOW!“ (Любимият ми цвят е син... НЕ, ЖЪЛТ) и „I never say Ni“ (Никога не казвам Най). Освен това човешкият „spellbreaker“ (Крадец на магии) прави връзка към Властелинът на пръстените като казва „I stole your Precious!“ (Откраднах безценното ти). Ездачът на грифон казва, че бойният му чук струва 40 000, връзка към играта Warhammer 40 000.
Подобни реплики има и в други игри на Близард.

## Модификации
С редактора на карти, идващ с Warcraft III: Reign of Chaos, играчите могат да създават свои собствени карти, които да играят сами или в мрежа. Редакторът предлага функции като модификация на единици и промени по игровите команди и правила (което позволява почти безкрайно разнообразие в дизайна на кампании и други карти). Появиха се малки общества обединени около създаването на карти, и създадоха много програми за модифициране на магии, промяна и създавани на кожи (промяна на външния вид на единиците като цвят, дрехи и т.н.) работа с JASS, и дори програма, която отваря .MPQ файловете на Близард.
В The Frozen Throne редакторът е направен още по-добър, играчите могат да променят магии директно от редактора, да вкарват в картата свои собствени .BLP текстурни файлове, .MDX модели, различни звуци, и всичко, което може да им хрумне при това без да използват допълнителен софтуер. Това улеснява много модифицирането на картите.

## Модифицирани карти
Има много модифицирани карти за Warcraft III. Някои от най-известните жанрове са:

### Aeon of Strife (Еон в борба)
Aeon of Strife (AoS за кратко) е карта, в която играчът избира герой, и се бие с войска, опитвайки да унищожи вражеската база и да запази своята. Броят на базите в такава карта варира от две до четири.
Примери:
- Карти с две бази: „Aeon Of Strife“ (оригиналният AoS), „Defence of the Ancients“ (DotA), „Hands of Sorrow Knight“ (HoSK) иле Doomsday Stand (dds).
- Карти с три бази: „Aeon of Strife: The Frozen Throne“ (AoS: TFT).
- Карти с четири бази: „Monster Mash“, „Extreme AOS“.

Жанрът произхожда от картата за StarCraft наречена Aeon of Strife.

### Arena (Арена)
В началото играчите имат време да си изберат герои и да си купят предмети. Двата отбора се пускат в арена, където започват битката помежду си и срещу множество чудовища. Убийството на герои носи опит и пари. В много арени има дуели, в които се бият по един играч от отбор. Някои арени нямат край, но някои свършват, когато единият отбор достигне определен брой убийства на герои.

### Кампания
Кампаниите включват множество карти обединени заедно и изигравани поред. Имат някаква история. Играят се само от един човек и не могат да се играят в мрежа.

### Capture the Flag (Вземи флага)
Две бази започват играта като във всяка има по един флаг, и всеки отбор трябва да вземе чуждия флаг и да запази своя собствен.

### Cinematics (Филмчета)
Филмчетата много рядко могат да се гледат в мрежа. Разказват история както кампаниите. Продължават от няколко минути до сериали с обща продължителност повече от час.

### Footmen Wars (Войни на пешаци)
Популярна карта за мрежова игра. Най-често се играе от 4 отбора. Всеки играч автоматично получава войска и целта е с нея да разруши вражеските бази. Някои карти от този тип имат различни раси за игра.

### Melee (Схватка)
Обикновена игра на Warcraft III, само че не се записва в профила на играча и не променя ранга му.

### Mini-Game (Малка игра)
Тези карти включват множество малки игри. Те са най-различни и се преминават всяка по различен начин.

### RPG (Ролева игра)
Има няколко вида RPG карти. Първо има RPG-та с отворен край, където играчите решават какво да правят. Второ, има RPG-та, в които играчите трябва да се справят с няколко противника, но пак приличат на тези с отворен край. Накрая са карти, в които има история, която играчите трябва да спазват.

### Survival (Оцеляване)
Карти, в които играчите трябва да оцелеят колкото може по-дълго. Понякога са разделени на отбори.

### Tower Defense (Защита с кули)
Тези карти са много различни една от друга. Общата цел е да се спрат множество чудовища използвайки защитни кули. При някои се правят лабиринти от кули и целта е да се забавят чудовищата възможно най-дълго. При някои има много раси а при някои няма. В някои всеки играч трябва да избива чудовищата, които предишният е изпуснал.

### Други карти
Сред популярните карти в Battle.net са:
- Advent of the Zenith
- Angel of Death Open RPG
- Art Contest
- Battle for Middle Earth
- Battleships pro Архив на оригинала от 2006-05-26 в Wayback Machine., и други подобни
- Castle Builder
- Curse Of Time
- Dans Football – derived maps
- Dark Deeds
- Darwin's Island
- Defense of the Ancients или DotA – Първата карта влязла в залата на честта на Близард
- Demise of Brotherhood Roleplaying (за кратко DoBRP)
- Doomsday Stand или Doomsday Revolution
- Dracula's Curse
- Карти свързани с Dragon Ball
- Elemental RPG
- Подобни на Enfo's Team Survival
- Escape From Ivory Castle
- Europa
- Eve of the Apocalypse
- Подобни на Final Fantasy
- Близки до Footmen Wars
- Footmen Frenzy
- God's Land
- Подобни на Hero Arena
- Hero Line Wars
- Близки до Hero Siege
- Illidan's Seven
- Island Defence
- Kodo Tag
- Life of a Peasant и други подобни
- Lord of the Rings Castle Wars
- Mario 2D
- Moo Moo Hero Defense
- Naruto Wars
- Night of the Dead и Resident Evil
- Ninja Vs.Samurai
- Notd aftermath
- Parasite и подобни на нея
- Poke the angry ogre
- Ring Wars
- Risk
- Run Kitty Run
- Sheep Tag
- Skibi's Castle Tower Defense
- Snipers
- StarCraft Zone control
- Swat: Aftermath
- Подобни на Tank Wars
- Three Corridors
- Tides of Blood Архив на оригинала от 2019-11-25 в Wayback Machine.
- Uther Party
- Vampire Hunters
- Vampirism – Get Stronger Архив на оригинала от 2016-04-16 в Wayback Machine.
- Vampirism Revolution
- Wintermaul и други подобни
- World of Warcraft RPG
- Worm War
- X-Men Legends
- YuYu Arena
- Zerg Infestation